# Emesis lucinda
Emese lucinda é uma borboleta da família Riodinidae. Pode ser encontrada do México até à Bolívia, mas também no Suriname, Guiana Francesa e Brasil.
A envergadura é de cerca de 36 mm.

## Subespécies
Emese aurimna, Emese eurydice, Emese castigata, Emese fastidiosa, Emese glaucescens, Emese liodes e Emese spreta foram todas tratadas como subespécies de Emese lucinda, contudo, actualmente, são consideradas espécies.